# Eike Immel
Eike Immel, né le 27 novembre 1960 à Stadtallendorf (Allemagne), est un footballeur allemand, qui évoluait au poste de gardien de but au Borussia Dortmund, au VfB Stuttgart et à Manchester City ainsi qu'en équipe d'Allemagne.
Il participe à la coupe du monde en 1982 et 1986 et au Championnat d'Europe en 1980 et 1988 avec l'équipe d'Allemagne.

## Carrière de joueur

### Clubs
- 1978-1986 : Borussia Dortmund
- 1986-1995 : VfB Stuttgart
- 1995-1997 : Manchester City

### Palmarès

#### En équipe nationale
- 19 sélections avec l'équipe d'Allemagne entre 1980 et 1988
- Vainqueur du Championnat d'Europe en 1980

#### Avec le VfB Stuttgart
- Vainqueur du Championnat d'Allemagne en 1992.
- Vainqueur de la Supercoupe d'Allemagne en 1992
- Finaliste de la Coupe de l'UEFA en 1989